# 段文杰
段文杰（1917年8月23日—2011年1月21日）是一位中国考古学家。敦煌研究院院长。

## 生平
1917年出生在四川省遂宁市蓬溪县常乐镇，祖籍四川绵阳。1945年毕业于重庆国立艺术专科学校（现中央美术学院）国画系，1946年7月进入国立敦煌艺术研究所担任考古组代组长。1950年担任敦煌文物研究所美术组组长、敦煌文物研究所代理所长。1980年担任敦煌文物研究所第一副所长。1982年担任敦煌文物研究所所长。1984年升级为敦煌研究院之后，担任敦煌研究院院长。1986年被聘为东京艺术大学名誉教授，1998年退休担任敦煌研究院荣誉院长。1993年被日本创价大学授予名誉博士学位。
主编和组织参于出版的书有《中国美术全集·敦煌壁画（上下）·敦煌彩塑》三卷本，《段文杰敦煌石窟艺术论文集》，《中国美术分类全集·敦煌壁画》十卷本获首届中国优秀美术图书金奖，《中国壁画全集·敦煌》之5、6、9卷获首届中国优秀美术图书金奖；《敦煌石窟研究国际讨论会论文集》获首届中国优秀美术图书铜奖，《敦煌石窟艺术》丛书获首届中国优秀美术图书铜奖；《敦煌壁画故事》少儿连环画获“冰心儿童文学提名奖”、甘肃省优秀图书奖，《敦煌石窟艺术》丛书三十卷获美术出版物特别奖；《敦煌石窟艺术·榆林窟第25窟》、《敦煌研究文集》等画册与论文集、大型画册《敦煌》、《中国石窟·安西榆林窟》一卷本等，组织和主办了数届“敦煌学国际学术研讨会”等。段文杰曾临摹多幅敦煌壁画，其中最出众作品是《都督夫人礼佛图》。
2011年1月21日17时在兰州逝世，享年95岁。逝世后与妻子龙时英合葬在敦煌。

## 家庭
妻子是龙时英，儿子是段兼善。